# Voetbalkampioenschap van Sleeswijk-Holstein 1930/31
In 1930/31 werd het achtste voetbalkampioenschap van Sleeswijk-Holstein gespeeld, dat georganiseerd werd door de Noord-Duitse voetbalbond. 
Holstein Kiel werd kampioen en plaatste zich voor de Noord-Duitse eindronde. Als vicekampioen was ook Borussia Gaarden geplaatst. Gaarden verloor in de eerste ronde van Bremer SV 06. Kiel versloeg SC Leu 06 Braunschweig en Lübecker BV Phönix en plaatste zich voor de groepsfase, waarin ze tweede werden achter Hamburger SV. 
Hierdoor plaatste de club zich voor eindronde om de Duitse landstitel. Holstein versloeg Prussia-Samland Königsberg en Dresdner SC alvorens in de halve finale te verliezen van TSV 1860 München.

## Eindstand
| Plaats | Club                         | Wed. | W  | G | V  | Saldo | Ptn   |
| ------ | ---------------------------- | ---- | -- | - | -- | ----- | ----- |
| 1.     | KSV Holstein Kiel            | 14   | 13 | 1 | 0  | 83:18 | 27:1  |
| 2.     | FSV Borussia 03 Gaarden      | 14   | 9  | 3 | 2  | 46:28 | 21:7  |
| 3.     | VfB Union-Teutonia 1908 Kiel | 14   | 6  | 1 | 7  | 43:47 | 13:15 |
| 4.     | SC Olympia 09 Neumünster     | 14   | 5  | 2 | 7  | 38:34 | 12:16 |
| 5.     | Rendsburger BV               | 14   | 5  | 2 | 7  | 35:49 | 12:16 |
| 6.     | FC 02 Kilia Kiel             | 14   | 4  | 3 | 7  | 36:39 | 11:17 |
| 7.     | SV Eintracht Flensburg       | 14   | 4  | 1 | 9  | 22:63 | 9:19  |
| 8.     | VfR Neumünster               | 14   | 3  | 1 | 10 | 29:54 | 7:21  |

|  | Kampioen, geplaatst voor de Noord-Duitse eindronde |
|  | Geplaatst voor de Noord-Duitse eindronde           |
|  | Degradatie                                         |